# جورج سكوت (لاعب كرة قدم)
جورج سكوت (1 يناير 1915 في المملكة المتحدة - 26 يوليو 1942) (بالإنجليزية: George Scott)‏ هو لاعب كرة قدم بريطاني (وحمل سابقاً جنسية المملكة المتحدة لبريطانيا العظمى وأيرلندا) في مركز الهجوم.

## وصلات خارجية
- جورج سكوت على موقع قاعدة بيانات كرة القدم.إي يو (الإنجليزية)